# Міжнародний хокейний турнір 1967
Міжнародний хокейний турнір — міжнародний хокейний турнір у СРСР, проходив 30 листопада - 6 грудня 1967 року у трьох містах: Москва, Ленінград та Воскресенськ. У турнірі брали участь чотири національні збірні СРСР, Чехословаччини, Канади (фактично збірна східних провінцій) та Польщі, а також другі склади збірних СРСР та Чехословаччини, збірні Швеції та ФРН відмовились від участі.

## Результати та таблиця
|    |                  | СРСР "А" | СРСР "B" | ЧЕХ "B" | ЧЕХ | Канади | Пол  | В | Н | П | Ш     | О |
| 1. | СРСР А           | ***      | 5:2      | 1:3     | 9:1 | 7:0    | 6:1  | 4 | 0 | 1 | 28:7  | 8 |
| 2. | СРСР В           | 2:5      | ***      | 3:1     | 2:1 | 9:3    | 13:1 | 4 | 0 | 1 | 29:11 | 8 |
| 3. | Чехословаччина B | 3:1      | 1:3      | ***     | 3:3 | 7:2    | 7:0  | 3 | 1 | 1 | 21:9  | 7 |
| 4. | Чехословаччина А | 1:9      | 1:2      | 3:3     | *** | 6:2    | 9:1  | 2 | 1 | 2 | 20:17 | 5 |
| 5. | Канада           | 0:7      | 3:9      | 2:7     | 2:6 | ***    | 5:3  | 1 | 0 | 4 | 12:32 | 2 |
| 6. | Польща           | 1:6      | 1:13     | 0:7     | 1:9 | 3:5    | ***  | 0 | 0 | 5 | 6:40  | 0 |

## Найкращий бомбардир
| Гравець          | Збірна | Шайб |
| ---------------- | ------ | ---- |
| Володимир Шадрін | СРСР В | 6    |

## Нагороди
- Найкраща збірна — СРСР В
- Фейр-Плей —  Польща
- Найкращий гол — Євген Зімін (у ворота збірної Канади)